# Jüdische Elementarschule (Flehingen)
Die Jüdische Elementarschule in Flehingen, einem Ortsteil der Stadt Oberderdingen im nördlichen Baden-Württemberg, war eine Elementarschule, die von der Jüdischen Gemeinde Flehingen unterhalten wurde. Das badische Judenedikt von 1809 gestattete den jüdischen Gemeinden, eigene Schulen zu errichten, sofern sie die Kosten dafür übernahmen.
Die Schule befand sich zunächst im Gebäude Samuel-Friedrich-Sauter-Str. 14.49° 5′ 17,5″ N, 8° 46′ 50,2″ O Im Jahr 1853 erfolgte der Bezug eines anderen Hauses. 1896 oder kurz danach wurde ein neues Gemeinde- und Schulhaus an der Gochsheimer Straße 16 erbaut, in dem sich auch die Lehrerwohnung befand.49° 5′ 15,7″ N, 8° 46′ 45,5″ O
Die jüdischen Elementarschulen wurden mit der Einführung der Simultanschulen im Großherzogtum Baden im Jahr 1876 aufgelöst. Die jüdische Schule in Flehingen wurde bis in die 1920er Jahre als Religionsschule weitergeführt.

## Lehrer
- 1840 bis 1875: Wolf Flehinger
- 1887 bis 1916: Lehrer Schweizer
- 1916 bis 1920er Jahre: Isaak Rabinowitz
- Moses Schloß